# Николова, Эвелина
Эвелина Георгиева Николова (род. 18 января 1993, Петрич, Благоевградская область) — болгарская спортсменка, борец вольного стиля, призёр чемпионата мира 2015 года, бронзовый призёр I Европейских игр 2015 года, призёр чемпионатов Европы.

## Биография
Родилась 18 января 1993 года.
В 2015 году болгарская спортсменка приняла участие в соревнованиях по борьбе на I летних Европейских играх, которые состоялись в столице Азербайджана - городе Баку. В весовой категории до 55 кг она завоевала бронзовую медаль турнира. 
На чемпионате мира 2015 года, который проходил в Лас-Вегасе, Николова завоевала бронзовую медаль в весовой категории до 55 кг. 
На чемпионате Европы по борьбе 2019 года, проходившем в Бухаресте, в Румынии, она завоевала серебряную медаль в весовой категории до 55 кг. В финале она проиграла Ирине Гусяк из Украины.
В 2020 году она вновь участвовала на чемпионате континента и в весовой категории до 55 кг на чемпионате Европы была выбита из соревнований Софией Маттссон в своем первом же поединке. 
В марте 2021 года Эвелина приняла участие в Европейском квалификационном турнире летних Олимпийских игр 2020 года в Токио, на котором и завоевала для своей страны лицензию на Олимпийский турнир в весовой категории до 57 кг. Месяц спустя она выиграла бронзовую медаль в весовой категории до 57 кг на чемпионате Европы 2021 года, проходившем в Варшаве, Польша. 